# Cristian Sorin Dumitrescu
Cristian Sorin Dumitrescu (n. 24 aprilie 1955, București, România) este un politician român, membru al Parlamentului României ca deputat sau senator din 1992 până în prezent.

## Activitate politică
În legislatura 1992-1996, Cristian Sorin Dumitrescu a fost membru al FSN până în mai 1993 când a devenit membru PD. În legislatura 1996-2000, Cristian Sorin Dumitrescu a fost senator pe listele PD și a fost membru în grupurile parlamentare de prietenie cu Republica Turcia și Malaezia. În legislatura 2000-2004, Cristian Sorin Dumitrescu a fost deputat PD  și a fost membru în grupurile parlamentare de prietenie cu Republica Federativă a Braziliei și Cuba. În iunie 2001, Cristian Sorin Dumitrescu a devenit membru PSD. În legislatura 2004-2008, Cristian Sorin Dumitrescu a fost deputat PSD, membru al Parlamentului European până în noiembrie 2005 și membru în grupurile parlamentare de prietenie cu Australia, Marele Ducat de Luxemburg și Republica Federativă a Braziliei. În legislatura 2008-2012, Cristian Sorin Dumitrescu  a fost deputat PSD și membru în grupurile parlamentare de prietenie cu Republica Federativă a Braziliei și Republica Algeriană Democratică și Populară. În legislatura 2012-2016, Cristian Sorin Dumitrescu  a fost senator PSD și membru în grupurile parlamentare de prietenie cu Republica Franceză-Senat, Republica Turcia și Republica Macedonia. În legislatura 2016-2020, Cristian Sorin Dumitrescu  este senator PSD și membru în grupurile parlamentare de prietenie cu Republica Franceză-Senat, Republica Tunisia și Republica Lituania.  Cristian Sorin Dumitrescu  este profesor universitar. 
În legislatura 2008-2012, Cristian Sorin Dumitrescu a inițiat 20 de propuneri legislative iar în legislatura 2012-2016 a inițiat 28 de propuneri legislative dintre care 9 au fost promulgate legi.
În anul 1998 a fost ales în funcția de vicepreședinte al Consiliului Europei.